# Graeme Revell
Graeme Revell (Auckland, 23 de outubro de 1955) é um músico e compositor neozelandês que trabalhou com a colaboração com o cineasta australiano Phillip Noyce entre: Calma de Morte (Dead Calm) (1989) e O Santo (The Saint) (1997).
Em 2005, Revell é conhecido por compôr o filme de acção e thriller Sin City - A Cidade do Pecado (Sin City) (2005), juntamente com o compositor norte-americano John Debney e o realizador norte-americano Robert Rodriguez. Revell também trabalhou como compositor nos jogos eletrônicos Call of Duty 2 e no seu spin-off, Call of Duty 2: Big Red One.